# Gilton Andrade
Gilton Andrade (nascido em 1972, em Pernambuco) é um empresário, produtor musical e compositor brasileiro. É um dos fundadores das bandas sergipanas de forró eletrônico Calcinha Preta e Mulheres Perdidas.

## Controvérsias
- Em 2013, foi noticiado que o empresário teria negociado a venda da banda Calcinha Preta para o grupo A3 Entretenimento.[4][5][6]

- Em 2018, o autor da música "Meu Grande Amor", Renato Constandt Terra, foi indenizado pela banda Calcinha Preta, pela empresa Nordeste Digital Line S.A. e pelo empresário Gilton Andrade, de forma solidária, por violação de direitos autorais.[7]